# Congresso Nazionale del Popolo (Maldive)
Il Congresso Nazionale del Popolo (in inglese People's National Congress ed in maldiviano ޕީޕަލްސް ނެޝެނަލް ކޮންގްރެސް‎) è un partito politico maldiviano.

## Risultati elettorali
| Anno | Candidato      | Voti                                 | Seggi     |
| ---- | -------------- | ------------------------------------ | --------- |
| 2023 | Mohamed Muizzu | I° turno: 101 635 II° turno: 129 159 | ✔️ Eletto |

| Anno | Voti    | Seggi   |
| ---- | ------- | ------- |
| 2024 | 101 120 | 66 / 93 |